# Novohamerský viadukt
Novohamerský viadukt leží v katastrálním území Nové Hamry v Krušných horách na železniční trati Karlovy Vary – Johanngeorgenstadt. Viadukt překlenuje Bílý potok a silnici III/2209. Je užíván od 15. května 1899, kdy byla zprovozněna celá trať.

## Popis
Dvouobloukový kamenný most je postaven z hrubých světlých pravidelných kvádrů. Oblouky mají šířku osm a deset metrů. Výstavbu trati prováděly firmy E Czeczowitczka a A. Weiner z Brna.